# De Korenbloem (Scherpenisse)
De Korenbloem is een korenmolen in Scherpenisse in de Nederlandse provincie Zeeland.
De molen werd in 1872 gebouwd en is bij de bouw reeds uit het lood komen te staan. De molen stond 32 cm uit het lood. Tot 1970 werd met de molen gemalen. In dat jaar verkocht de laatste beroepsmolenaar de molen aan de gemeente Scherpenisse die een jaar later samengevoegd werd met de gemeente Tholen. Na een restauratie in 1972 stelde een vrijwillig molenaar tot 1995 de molen regelmatig in bedrijf. In 2007 is het hekwerk, evenals de staart verwijderd.

## Restauratie
In 2009 is begonnen met de restauratie door molenmakersbedrijf Berkhof. Op 2 december 2009 is de molen door deze 37 cm omhoog te drukken rechtgezet. De kap is gerestaureerd en ook heeft de molen een nieuwe staart gekregen. Op 13 april 2010 zijn de nieuwe roeden van de firma Vaags gestoken ter vervanging van de binnenroede van de firma Derckx met nummer 105 uit 1973 en de geklonken buitenroede van de firma Gebr. Pot met nummer 2056 uit 1906. De 21,10 m lange binnenroede heeft het nummer 217 en de 21,22 m lange buitenroede 216. De roeden zijn voorzien van het Oudhollands hekwerk. Vanaf 15 april 2010 is de molen weer draaivaardig.
De gietijzeren bovenas is van de firma F.J. Penn & Comp uit Dordrecht met nummer 13 en stamt uit 1849.
De molen is ingericht met twee koppels maalstenen, een koppel 16der (140 cm doorsnee) kunststenen en een koppel 17der (150 cm doorsnede) blauwe stenen.
De molen heeft een Vlaamse vang voor het vangen (stilzetten) van de molen.
Het kruiwerk van de molen bestaat uit een houten rollenkruiwerk. Op de kruivloer is een ijzeren plaat aangebracht, waardoor de houten rollen makkelijker rondgaan. Op de staart zit voor het kruien (op de wind zetten) een kruilier.

## Overbrengingen
- De overbrengingsverhoudingen zijn 1:5,73 en 1:5,33.
- Het bovenwiel heeft 59 kammen en de bovenschijfloop heeft 29 staven. De koningsspil draait hierdoor 2,03 keer sneller dan de bovenas. De steek, de afstand tussen de staven, is 11,6 cm.
- Het spoorwiel heeft 76 kammen en de steenrondsels 27 respectievelijk 29 staven. De steenrondsels draaien hierdoor 2,81 respectievelijk 2,62 keer sneller dan de koningsspil en 5,73 respectievelijk 5,33 keer sneller dan de bovenas. De steek is 9,2 cm.